# Селье-дю-Люк
Селье́-дю-Люк (фр. Cellier-du-Luc, окс. Cellier du Luc) — коммуна во Франции, находится в регионе Рона — Альпы. Департамент коммуны — Ардеш. Входит в состав кантона Сент-Этьен-де-Люгдаре. Округ коммуны — Ларжантьер.
Код INSEE коммуны — 07047.
Коммуна расположена приблизительно в 480 км к югу от Парижа, 145 км юго-западнее Лиона, 60 км к западу от Прива.

## Население
Население коммуны на 2008 год составляло 107 человек.
| 1962 | 1968 | 1975 | 1982 | 1990 | 1999 | 2008 |
| ---- | ---- | ---- | ---- | ---- | ---- | ---- |
| 102  | 122  | 107  | 93   | 106  | 99   | 107  |

## Экономика

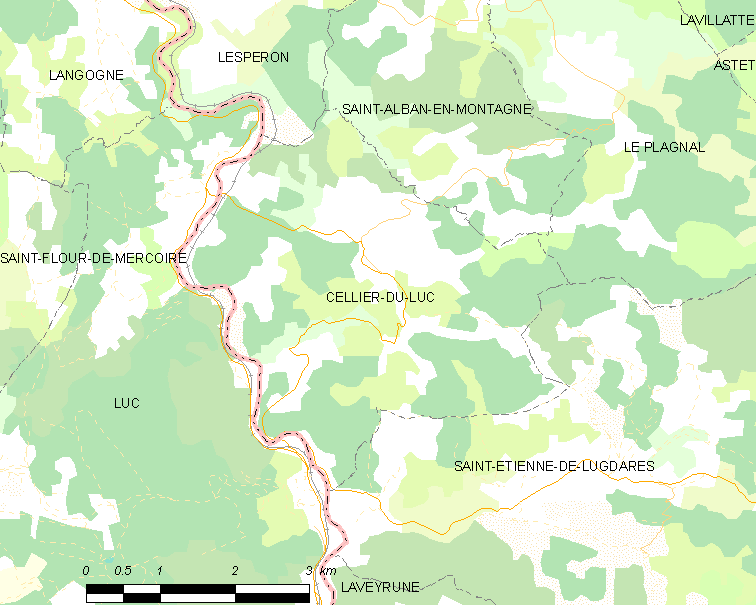
Карта коммуны

В 2007 году среди 52 человек в трудоспособном возрасте (15—64 лет) 35 были экономически активными, 17 — неактивными (показатель активности — 67,3 %, в 1999 году было 61,7 %). Из 35 активных работали 33 человека (19 мужчин и 14 женщин), безработных было 2 (1 мужчина и 1 женщина). Среди 17 неактивных 0 человек были учащимися или студентами, 9 — пенсионерами, 8 были неактивными по другим причинам.

## Достопримечательности
- Средневековый мост
- Церковь XIX века
- Традиционная печь для выпечки хлеба